# Nototriche congesta
Nototriche congesta är en malvaväxtart som beskrevs av Arthur William Hill. Nototriche congesta ingår i släktet Nototriche och familjen malvaväxter. Inga underarter finns listade i Catalogue of Life.